# Покало, Михаил Фёдорович
Михаил Фёдорович Покало (17 (30) апреля 1912 — 25 апреля 1943) — советский лётчик минно-торпедной авиации ВМФ СССР во время Великой Отечественной войны, Герой Советского Союза (24.07.1943, посмертно). Старший лейтенант (19.02.1942).

## Биография
Родился 17 (30) апреля 1912 года в городе Санкт-Петербург в семье рабочего. Русский. Окончил Новгородский строительный техникум в 1932 году.
В Военно-Морском Флоте с июля 1934 года. Окончил школу младших авиационных специалистов ВВС Балтийского флота в Ленинграде в 1935 году. Служил стрелком-радистом в 105-й авиабригаде ВВС КБФ, с апреля 1937 — в 45-й ближнеразведывательной авиационной эскадрилье ВВС Северного флота. В 1939 году окончил экстерном авиационное училище. С ноября 1939 года служил в 118-м отдельном морском разведывательном авиаполку ВВС Северного флота сначала младшим лётчиком, а затем штурманом звена. Летал на гидросамолете МБР-2. Участник советско-финской войны 1939—1940 годов. Член ВКП(б) с 1939 года.
В боях Великой Отечественной войны с июня 1941 года. Воевал на Северном флоте в составе 118-го отдельного разведывательного авиаполка, а с ноября 1942 года — штурманом звена в составе 24-го минно-торпедного авиаполка.
Штурман звена 24-го минно-торпедного авиационного полка 5-й бомбардировочной авиабригады ВВС Северного флота старший лейтенант Покало М. Ф. к середине весны 1943 года совершил 160 боевых вылетов, участвовал в потоплении 2-х вражеских подводных лодок и 4-х транспортов общим водоизмещением более 33 000 тн. Участвовал в целой серии ночных налётов по немецкой военно-морской базе в Киркенесе.
25 апреля 1943 года экипаж торпедоносца под командованием капитана Киселёва В. Н., в состав которого входил штурман старший лейтенант Покало М. Ф. (в одном экипаже эти лётчики воевали свыше года), атаковал конвой противника в районе Конгс-фьорда (Норвегия). При заходе на цель самолёт был подбит зенитным огнём. Экипаж «Хемпдена» удержал горящий самолёт на боевом курсе и произвёл точный пуск торпеды с расстояния в 200-300 метров, которой был потоплен немецкий транспорт «Леезее» тоннажем 2624 бртн с грузом угля для немецких войск на мурманском направлении. Через несколько мгновений самолёт упал в море, экипаж погиб, до конца исполнив воинский долг. Лидируемая этим экипажем группа советских торпедоносцев потопила по донесениям экипажей ещё 2 транспорта и 1 тральщик противника (немецкими данными это не подтверждается — кроме «Леерзее» из состава конвоя был потоплен только почтовый дрифтербот).
Указом Президиума Верховного Совета СССР от 24 июля 1943 года Михаилу Фёдоровичу Покало вместе с командиром экипажа посмертно присвоено звание Героя Советского Союза. Два других члена экипажа — стрелок-радист старшина Берденников Иван Антонович и воздушный стрелок старший сержант Жучков Владимир Иванович 18 мая 1943 года посмертно награждены орденами Отечественной войны 1-й степени.

## Награды
- Герой Советского Союза (24.07.1943, посмертно)
- Орден Ленина (24.07.1943, посмертно)
- 2 ордена Красного Знамени (13.02.1942, 4.02.1943)

## Память
- Навечно зачислен в списки воинской части.
- Бюст Покало М. Ф. в числе 53-х лётчиков-североморцев, удостоенных звания Героя Советского Союза, установлен на Аллее героев-авиаторов Северного флота, открытой 29 октября 1968 года на улице Преображенского в посёлке Сафоново ЗАТО город Североморск Мурманской области.
- Фамилия Покало М. Ф. выбита на каменных плитах мемориала в числе 898 фамилий тех, чьих могил нет на земле — лётчиков, штурманов, стрелков-радистов ВВС Краснознамённого Северного флота, погибших в море в 1941—1945 годах, открытого 17 августа 1986 года на берегу Кольского залива в посёлке Сафоново.